# Phymatoctenus tristani
Phymatoctenus tristani là một loài nhện trong họ Ctenidae.
Loài này thuộc chi Phymatoctenus. Phymatoctenus tristani được Eduard Reimoser miêu tả năm 1939.